# Гексахорд
Гексахо́рд (лат. hexachordum, букв. шестиструнник, від дав.-гр. ἕξ — шість і χορδή — струна) — шестиступеневий звукоряд в діапазоні сексти.
Термін запровадив Гвідо Аретинський у трактаті «Послання про незнайомий розпів» маючи на увазі послідовність звуків тон-тон-півтон-тон-тон (до-ре-мі-фа-соль-ля). В XII столітті в нотних рукописах і маргіналіях до трактатів Гвідо гексахорди описаної структури фіксується також від звуків G і F, причому для останнього застосовується звук сі-бемоль (b molle), і гексахорд отримує назву «м'якого», тоді як гексахорд від G — твердим (durum, використовує звук сі).
В сукупності три гексахорди охоплюють увесь звукоряд григоріанського хоралу. Перехід від одного гексахорду до іншого (необхідний у тих випадках, якщо амбітус піснеспіву був ширший за сексту) з XIII століття отримав назву мутації.